# Choctaw Lake
Choctaw Lake – jednostka osadnicza w Stanach Zjednoczonych, w stanie Ohio, w hrabstwie Madison.